# معاهدة شيمودا

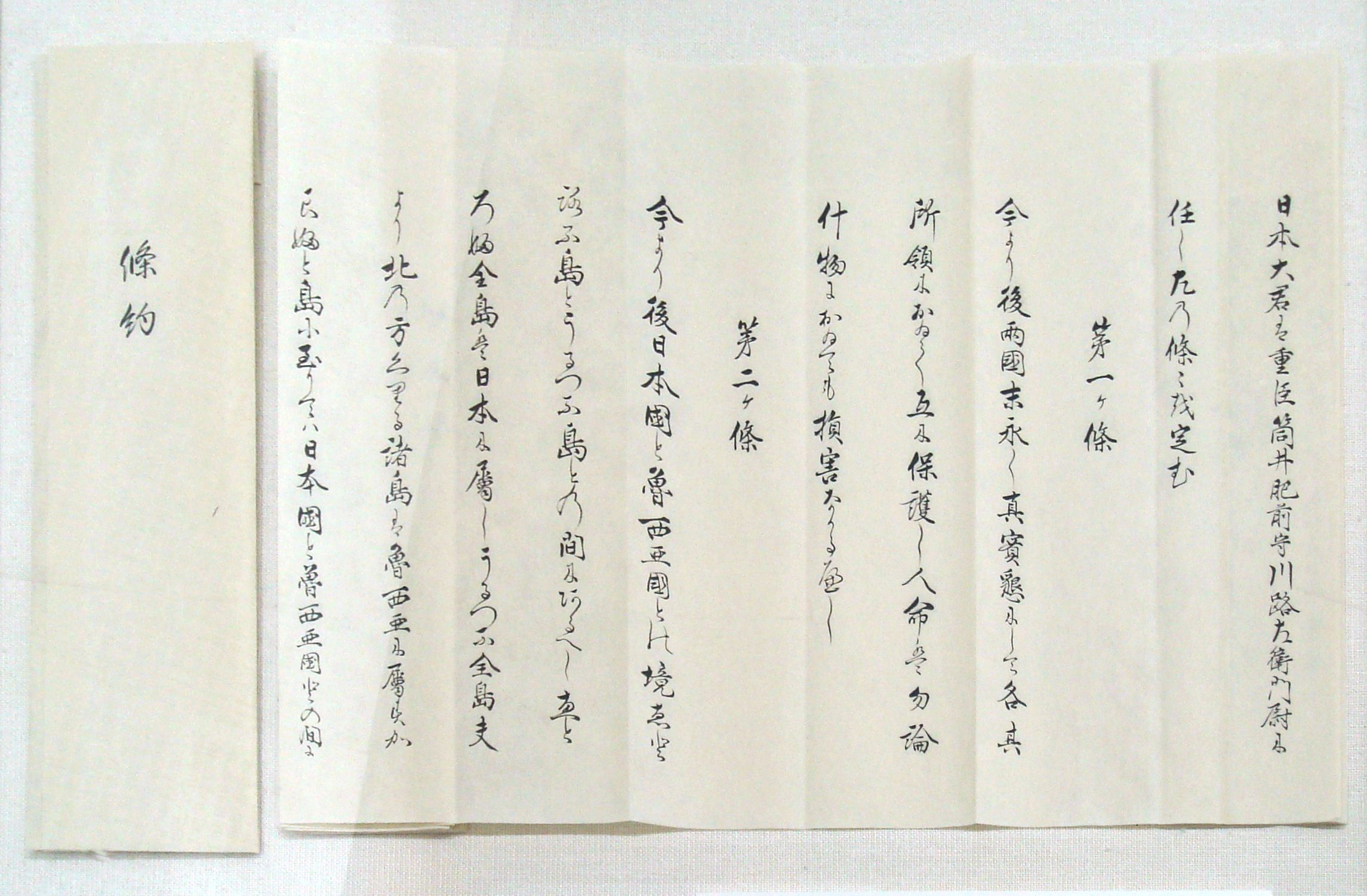
النص الياباني الرسمي للاتفاقية شيمودا

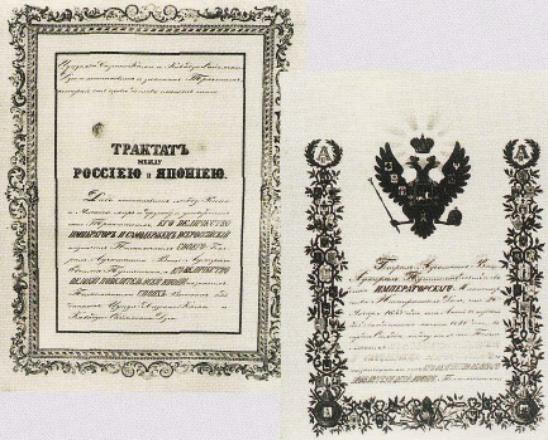
نص الاتفاقية باللغة الروسية

معاهدة شيمودا (باليابانية: 日露和親条約) (الروسية: Симодский трактат) ، هي أول اتفاقية دبلوماسية بين اليابان وروسيا ، وتشمل هذه الاتفاقيات فتح القنصليات والسفارات والأعمال الثقافية والإنسانية والتجارية بين البلدين ، تم التوقيع على هذه الإتفاقية بتاريخ 7 فبراير سنة 1855م ، وتم تطبيقها بتاريخ 7 أغسطس 1856م.

## وصلات خارجية
- Massachusetts Institute of Technology interactive site on the history of اليابان starting from Commodore Perry
- Portraits of modern Japanese historic figures on a site of the National Diet Library, Japan
- Article concerning Northern Territories Day in the Koizumi Cabinet E-Mail Magazine
- MOFA (Japanese Ministry of Foreign Affairs) site dealing with the Northern Territories issue
- MOFA (Japanese Ministry of Foreign Affairs) site dealing with the Northern Territories issue
- Subject dealing with the Southern Kuril Islands- Northern Territories Dispute by Andrew Andersen, Department of Political Science, University of Victoria نسخة محفوظة 18 يونيو 2006 على موقع واي باك مشين.
- Timeline of Sakhalin
- Russian article about Putiatin